# 3. siječnja
3. siječnja (3. 1.) 3. je dan godine po gregorijanskom kalendaru.
Do kraja godine imaju još 362 dana (363 u prijestupnoj godini).

## Događaji
- 1496. – Leonardo da Vinci iskušava bez uspjeha model letjelice.
- 1521. – Papa Lav X. ekskomunicirao Martina Luthera papinskom bulom "Decet Romanu Pontefici".
- 1921. – Turski mir s Armenijom.
- 1924. – Pronađen sarkofag faraona Tutankamona.
- 1944. – Saveznici bombardirali Split.
- 1957. – Predstavljen prvi električni sat.
- 1961. – SAD prekinule diplomatske odnose s Kubom.
- 1962. – Papa Ivan XXIII. ekskomunicirao je Fidela Castra u svojem nastojanju da posreduje između Nikite Hruščova i J. F. Kennedyja u vrijeme Kubanske krize.
- 1980. – Josip Broz Tito primljen je u ljubljanski klinički centar u kojem će i umrijeti.
- 1993. – Rusija i SAD potpisale START 2, sporazum o smanjenju nuklearnog naoružanja.
- 1999. – Lansiran "Mars Polar Lander".
- 2004. – Egipatski "Boeing 737", tvrtke Flash Airlines, srušio se u Crveno more. Poginulo je svih 148 putnika i članova posade, među njima 135 Francuza.
- 2020. – U američkom napadu ubijen brigadni general Qasem Soleimani, zapovjednik iranskih Quds specijalnih snaga

| - 106. pr. Kr. – Ciceron, državnik i najveći rimski govornik († 43. pr. Kr.) - 1754. – Ivan Paskvić, hrvatsko-mađarski astronom i matematičar († 1829.) - 1777. – Élisa Bonaparte, Napoleonova sestra († 1820.) - 1807. – Morren, Charles François Antoine – belgijski botaničar i hortikulturist († 1858.) - 1840. – Otac Damien, belgijski svećenik, svetac († 1889.) - 1886. – John Gould Fletcher, američki pjesnik († 1950.) - 1887. – August Macke, njemački slikar († 1914.) - 1892. – John Ronald Reuel Tolkien, pisac i jezikoslovac († 1973.) - 1897. – Pola Negri, glumica († 1987.) - 1897. – Marion Davies, glumica († 1961.) - 1906. – William Wilson Morgan, američki astronom († 1994.) - 1920. – Andrija Čičin-Šain, hrvatski arhitekt († 2009.) - 1929. – Sergio Leone, talijanski redatelj († 1989.) - 1947. – Miroslav Bošković, nogometaš Hajduka i reprezentativac († 2023.) - 1950. – George Martin, britanski glazbeni producent, aranžer i skladatelj († 2016.) - 1956. – Mel Gibson, američko-australski glumac, redatelj i producent - 1969. – Michael Schumacher, njemački automobilist (Formula 1) - 2002. – Lena Stojković, hrvatska taekwondoašica | - 236. – Anter, papa - 512. – sveta Genoveva, zaštitnica grada Pariza - 1322. – Filip V., francuski kralj (* 1293.) - 1501. – Ali-Shir Nava'i, timuridski pjesnik (* 1441.) - 1743. – Ferdinando Galli Bibiena, talijanski slikar i graditelj (* 1657.) - 1784. – Baldassare Galuppi, talijanski skladatelj (* 1706.) - 1875. – Pierre Larousse, francuski matematičar i enciklopedist (* 1817.) - 1896. – Miho Klaić, hrvatski političar (* 1829.) - 1923. – Jaroslav Hašek, češki književnik (* 1883.) - 1931. – Joseph Jacques Césaire Joffre, francuski maršal (* 1852.) - 1933. – Wilhelm Cuno, njemački političar (* 1876.) - 1933. – Jack Pickford, američki glumac - 1944. – Kornelija Horvat, hrvatska katolička redovnica (* 1886.) - 1944. – Elena Spirgevičiūtė, litavska mučenica (* 1924.) - 1947. – Leonardo Čuturić, hrvatski pisac - 1950. – Emil Jannings, glumac - 1960. – Victor Sjöström, švedski filmski redatelj (* 1879.) - 1967. – Jack Ruby, ubojica Lee Harvey Oswalda - 1979. – Conrad Hilton, hotelijer - 2017. – Ivo Brešan, hrvatski dramski pisac (* 1936.) - 2018. – Miroslav Miletić, hrvatski skladatelj (* 1925.) - 2020. - Qasem Soleimani, iranski general (* 11. ožujka 1957.) - Abu Mahdi al-Muhandis, Iračko-iranski vojni zapovjednik (* 1954.) - 2023. – Mirko Zelić, hrvatski akademik i znanstvenik (* 1936.) |

## Blagdani i spomendani
- Dan Presvetog Imena Isusovog (katoličanstvo)

## Imendani
- Genoveva
- Cvijeta